# Autoroute A100 (Algérie)
Pour les articles homonymes, voir A100 et Autoroute A100.
L’autoroute A100 (appelée également Pénétrante de Zéralda) est une autoroute reliant la Rocade Sud d'Alger au nord-ouest à Staoueli à la A2 à Birtouta.

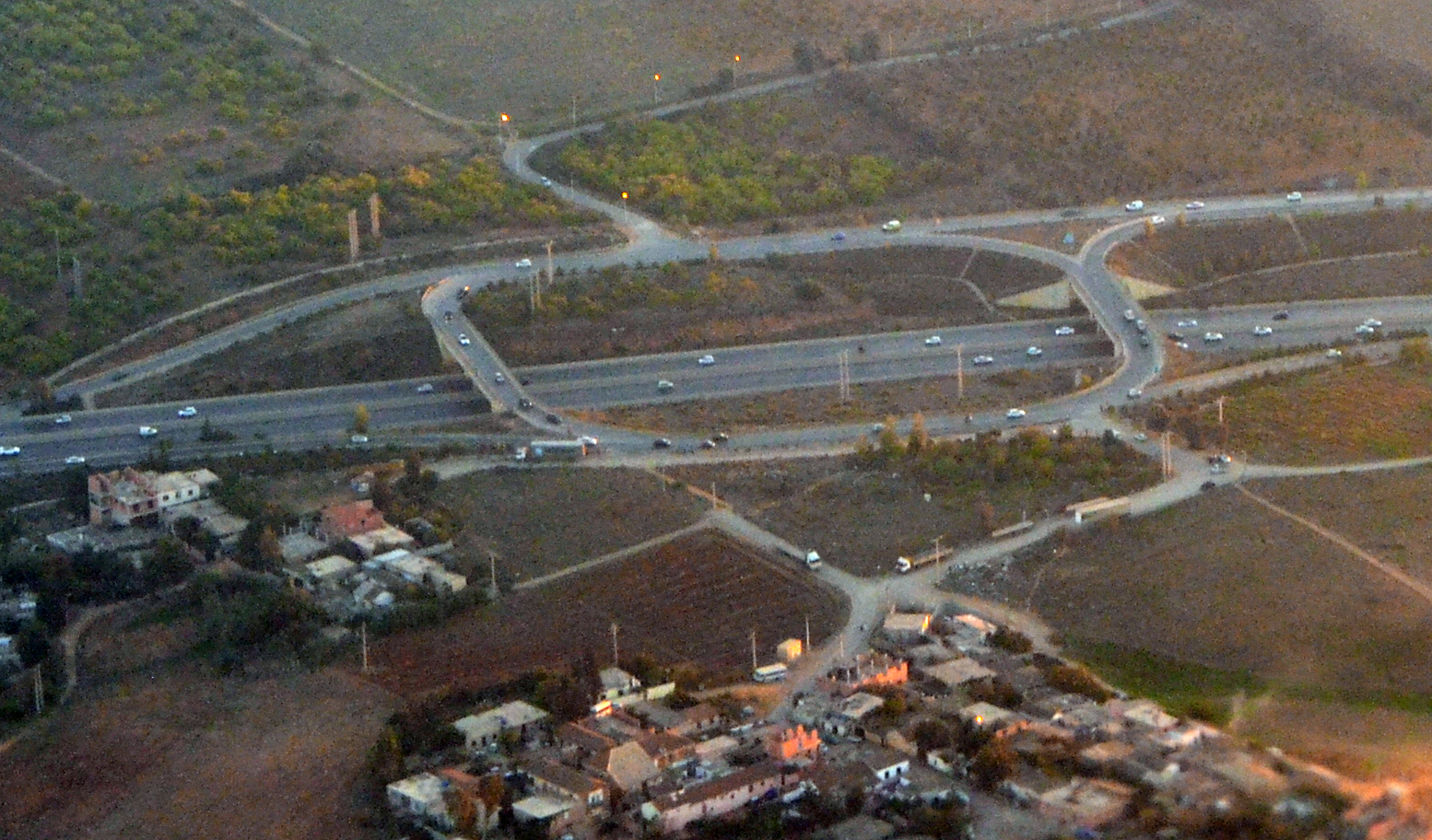
Echangeur de Khraicia

## Sorties
- n°1 :  Échangeur entre A100 et Rocade Sud
- n°2 : Souidania
- n°3 : Douera/Rahmania
- n°4 :  Échangeur entre A100 et  Pénétrante de Chéraga
- n°5 : Stade Ali-la-Pointe
- n°6 : Khraicia
- n°7 :  Échangeur entre A100 et A1
- n°8 :  Échangeur entre A100 et A2